# Ditrichophora maculicornis
Ditrichophora maculicornis är en tvåvingeart som först beskrevs av de Meijere 1916.  Ditrichophora maculicornis ingår i släktet Ditrichophora och familjen vattenflugor. Inga underarter finns listade i Catalogue of Life.